# Падение автобуса паломников в ЮАР
Падение автобуса паломников в ЮАР произошло 28 марта 2024 года в южноафриканской провинции Лимпопо, с моста упал автобус, направлявшийся из Ботсваны на пасхальную службу в город Мориа. В результате катастрофы погибли 45 человек. Единственная выжившая, восьмилетняя девочка, была доставлена в больницу, откуда 3 апреля её в сопровождении матери переправили в Ботсвану.

## Реакция
Президент ЮАР Сирил Рамапоса выразил соболезнования Ботсване и семьям погибших.